# گفتگوهای پس از یک خاکسپاری
گفتگوهای پس از یک خاک‌سپاری نام نمایش‌نامه‌ای از یاسمینا رضا نویسنده فرانسوی است.

## خلاصه نمایش‌نامه
این نمایش‌نامه دربارهٔ یک روز بعد از خاک‌سپاری مردی است که ناتان و الکس دو پسر و ادیت تنها دخترش با دیگر افراد خانواده دربارهٔ مرد دفن شده و زندگی گذشته‌شان حرف می‌زنند.
شخصیت‌ها با فرانسوی‌هایی که با وجود مدرنیته به بعضی سنت‌های خانوادگی پایبند هستند شباهت تام دارند. از جمله این سنت‌ها پذیرفتن یک زن جوان طبق وفاداری به یکی از پسرهای خانواده و عده پذیرفتن او در صورت بی وفایی‌اش به او است. رسم دیگری که باید رعایت شود خاکسپاری پدر خانواده طبق خواسته قلبی اوست. پدر خانواده در شرایطی در خانه خودش توسط پسرهایش دفن می‌شود که مادر آنها در قبرستان دفن شده‌است. این مورد پایبندی به سنت‌های خانوادگی را در فرانسه امروز با وجود مدرنیته در این کشور نشان می‌دهد.
شک شخصیت‌ها به صداقت داشتشان در ارتباط با همدیگر و نیز به ماندن در منزل متوفی شب پس از خاکسپاری در تطابق با هم است. این شک در دیالوگ‌های سه فرزند مرد متوفی به وضوح دیده می‌شود. تشابه تجربه‌های گذشته دو زن از مدعوین مراسم خاکسپاری نزدیکی بین این شخصیت‌ها را بیشتر می‌کند.